# 양광총독
양광총독(兩廣總督)은 중국 명나라와 청나라 조정의 지방 장관의 관직이다. 광주(廣州)를 중심으로 그 동서인 양광(광동, 광서) 지방을 관리하는 총독으로 지역의 군정 · 민정 모두를 총괄했다.
19세기의 광주는 청나라의 대표적인 외국 무역항이었다. 따라서 양광총독은 통상과 외교 등 대외 사안을 다루는 경우가 빈번했다. 삼각무역에 의한 은 유출을 막기 어려운 자리였다. 1840년, 제1차 아편 전쟁, 1856년, 제2차 아편 전쟁에서 광주는 외국과의 충돌하는 주요 전장이었다. 1844년에는 그간 임시 관직이었던 흠차대신(欽差大臣, 외국과의 협상을 하는 전권대사)을 상설하고 양광총독에게 겸임시켰다.

## 연혁

### 명대
- 경태(景泰) 3년(1452), 우겸(于謙)이 양광총독 설립을 주청하였고, 왕고(王翱)를 총독양광군무좌도어사(總督兩廣軍務左都御史)로 임명, 최초 양광총독이 되었으나, 정해진 부임지는 없었다.[1]
- 성화(成化) 원년(1465), 한옹(韓雍)이 좌도어사겸제독양광군무(左都御史兼提督兩廣軍務)로 임명되어, 오주(梧州)에 주둔하였다.[2]
- 성화(成化) 5년(1469), 오주에 양광총독부(兩廣總督府)가 설립되어, 한옹이 총독이 되었다. 이후 양광총독은 고정된 제도로 자리잡는다.
- 가정(嘉靖) 15년(1536), 양광총독 전여경(錢如京)이 조경(肇慶)에서 행대(行臺, 임시 관아)를 설치하였다.[3]
- 가정(嘉靖) 43년(1564), 양광총독 오계방(吳桂芳)이 총독부를 조경으로 이전할 것을 주청하였다.

### 청대
청대 양광총독의 전신은 1644년(순치 원년)에 설치된 광동총독(廣東總督)이다. 총독부는 광주(廣州)에 설치되었고, 광동과 광서를 관할했다.
- 1655년 (순치 12년), 총독부를 광서성(廣西省) 오주(梧州)로 옮긴다.
- 1663년 (강희 2년), 광동총독(廣東總督)과 광서총독(廣西總督)을 분할했기 때문에 총독부는 광주로 이전되었다.
- 1664년 (강희 3년), 광서총독의 폐지에 따라 광서는 다시 광동총독의 관할 하에 있게 되었다. 광동총독부를 광동 조경(肇慶)으로 이전한다.
- 1723년 (옹정 원년) 다시 광동총독과 광서총독을 분할했고, 이듬해(옹정 2년) 다시 통합되었다.
- 1729년 (옹정 7년), 묘족(苗族)의 반란이 일어나자 서남 방면의 군사 지휘권을 통일하기 위해 광서성의 운귀총독(雲貴總督)의 관할에 편입된다.
- 1734년 (옹정 12년), 광서성이 광동총독의 관할로 편입된다. 칭호가 양광총독(兩廣總督)으로 바뀐다.
- 1746년 (건륭 11년), 양광총독부를 광주로 이전한다.
- 1757년 (건륭 22년), 유럽 상인과의 교역을 광주에 한정하는 광동 무역 체제 (광동 체제)가 시작된다.
- 1842년 (도광 22년), 남경조약(南京條約) 체결. 양광총독과 영국 홍콩총독과의 대등한 협상이 인정된다.
- 1905년 (광서 31년), 양광총독이 광동순무(廣東巡撫)를 겸임하게 된다.

## 총독부
1746년 이후 양광총독부는 광주에 있었다. 제1차 아편 전쟁 중인 1857년에 영불 연합군에 의해 광주가 점령되었을 때에는 총독부 건물은 파괴되었다. 1888년, 그곳을 철거하고 석실성심교당(石室聖心教堂)이라는 성당이 세워졌다.

## 참고자료
- 《청사고》, 116권 91지, 관직3 : 외관 (職官三：外官)

1. ↑  『明史』 卷177
2. ↑  『明史』 卷73
3. ↑  『明史』 卷73